# Jusuf Dibra
Jusuf Dibra (nevének ejtése jusuf dibɾa; Dohoshisht, ? – Tirana, 1927. március 19.) oszmán politikus, 1914-től 1916-ig Albánia hadügyminisztere.

## Életútja
Dibra életének főbb adatai és eseményei csak töredékesen ismertek. A Dibra-vidék egy kis falujában született, a közeli Manasztirban (ma Bitola) járta ki az elemi iskolát.
1914 őszén dibrai elöljáró volt, amikor az Albánia feletti hatalmat erőszakkal átvenni készülő Esat Toptanit segítette egy 5 ezres zsoldossereg összetoborzásában. A fegyvereseknek köszönhetően 1914 októberében az albán főváros, Durrës Toptani fennhatósága alá került. Az 1914. október 5-e és 1916. január 27-e között működő Toptani-kormányban hálából Dibra  vezethette a hadügyminisztériumot.
Dibra 1925–1926-ban a nemzetgyűlési felsőház, a szenátus tagja volt. 1927. március 19-én Tiranában – a hivatalos változat szerint – egy ohridi bolgár ember, a saját szolgája gyilkolta meg személyes ellentétek miatt. Egyes korabeli sajtóhírek arra utaltak, hogy valójában az államfő Amet Zogu gyilkoltatta meg a volt szenátort, túlzóan szerbbarát érzelmei és politikája miatt. Dibra mindenesetre március 22-én díszes állami temetésben részesült.